# تسوتایا جوزابورو
تسوتایا جوزابورو (ژاپنی: 蔦屋 重三郎؛ ۱۳ فوریهٔ ۱۷۵۰ – ۳۱ مهٔ ۱۷۹۷) اهالی کسب‌وکار، و ناشر اهل ژاپن بود. بنیان‌گذار و رئیس انتشارات تسوتایا Tsutaya در ادو، ژاپن بود و کتاب‌های مصور و چاپ‌های چوبی اوکی‌یو-ئه بسیاری از مشهورترین هنرمندان آن دوره را تولید کرد.